# Гаудт, Йерун
Йерун Гаудт (нидерл. Jeroen Goudt, 14 июня 1953 года, Амстердам) — нидерландский шашист и региональный политик. Бронзовый призёр чемпионата Нидерландов по шашкам (1975).

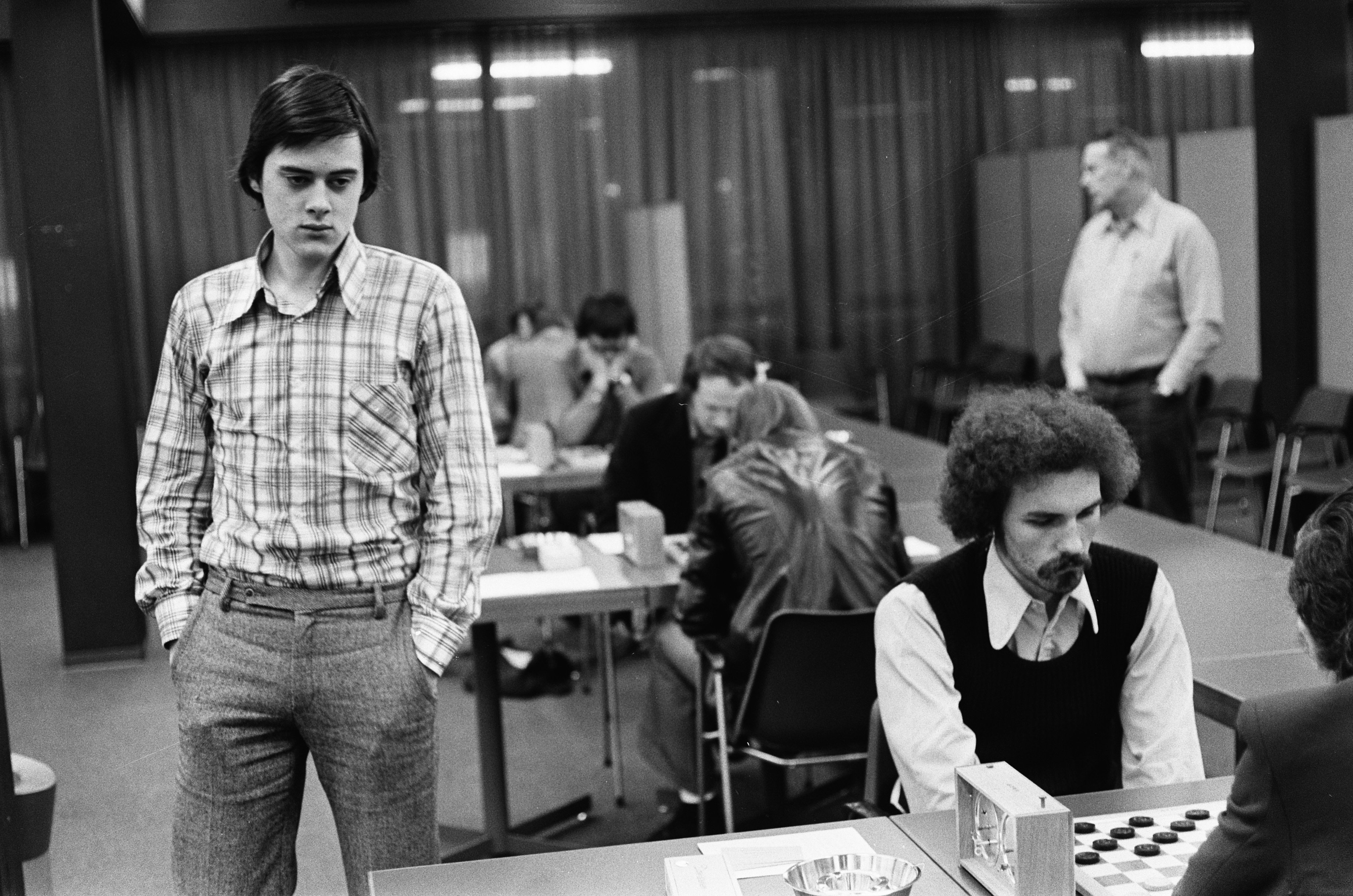
Jeroen Goudt (слева) и Харм Вирсма (справа)

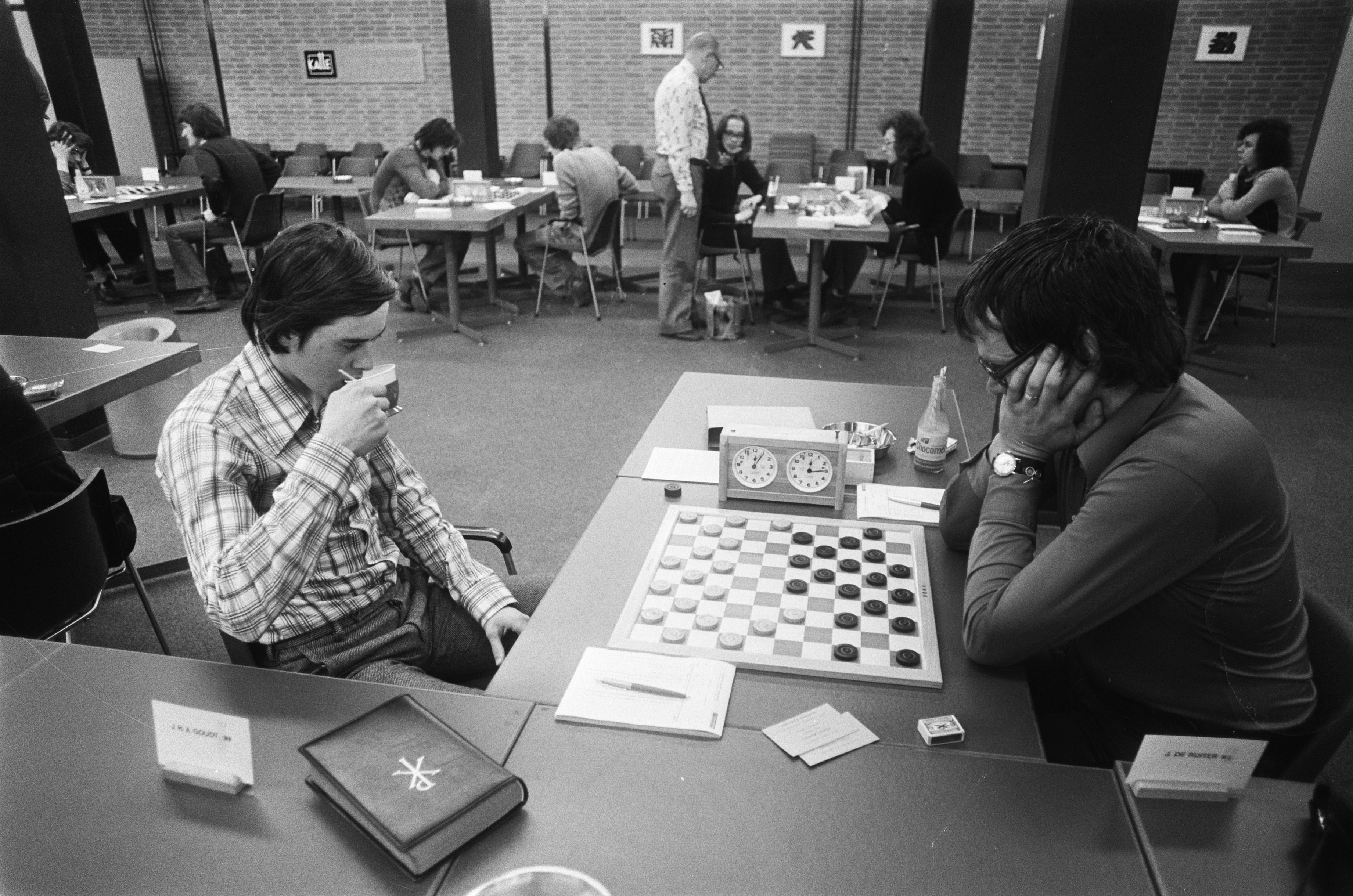
Jeroen Goudt против de Ruiter

FMJD-Id: 10205

## Спортивные результаты
- 1989 - 9 очков, 14 место
- 1987 - 5 очков, 12 место
- 1986 - 7 очков, 11-12 место
- 1985 - 6 очков, 12 место
- 1984 - 10 очков, 9-10 место
- 1976 - 10 очков, 7-8 место
- 1975 - 12 очков, 3-8 место
- 1974 - 10 очков, 8-9 место

I неофициальное первенство мира среди юниоров (1971) - 5 место

## Краткая биография
С 1980 по 1994 год преподавал в Ichthus College в Энсхеде (ныне Bonhoeffer College). Ерун читал предметы: социальные исследования, история, экономика. В политике с 1994 года,  Гоудт стал ольдерменом в Энсхеде с 1994 по 2010 год.
С 14 февраля 2011 года по 15 мая 2013 года исполняющий обязанности мэра в муниципалитете Хоф ван Твенте. В мае 2013 года его сменил Х.А.М. Наута-ван Мурсель.